# Ludwig Lange (filolog)
Christian Konrad Ludwig Lange, född 4 mars 1825 i Hannover, död 18 augusti 1885 i Leipzig, var en tysk filolog och arkeolog. 
Lange blev 1853 extra ordinarie professor i Göttingen och därefter ordinarie professor i klassisk filologi i Prag 1855, i Giessen 1859 och i Leipzig 1871. Hans förnämsta arbete är Handbuch der römischen Alterthümer (tre band, 1856–1871, ofullbordad; senare upplagor av särskilda delar).